# José Hermano Saraiva

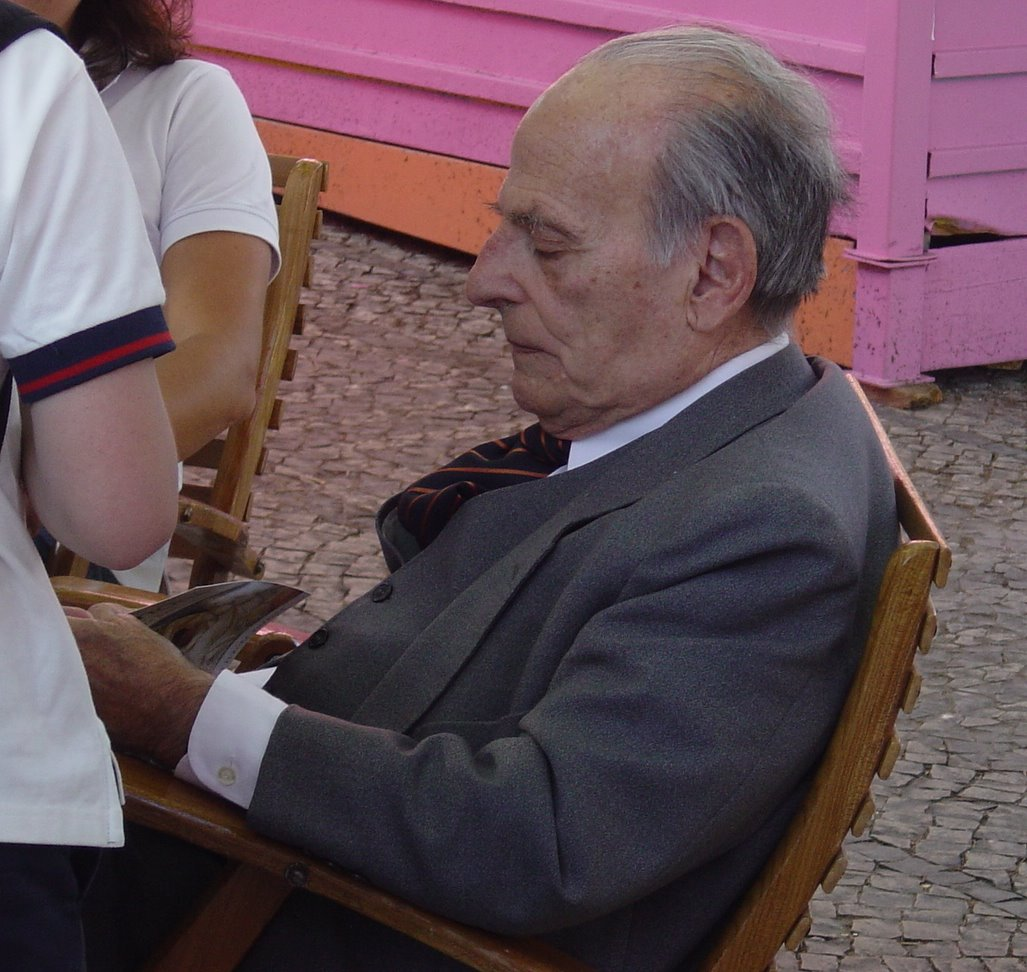
José Hermano Saraiva (2007)

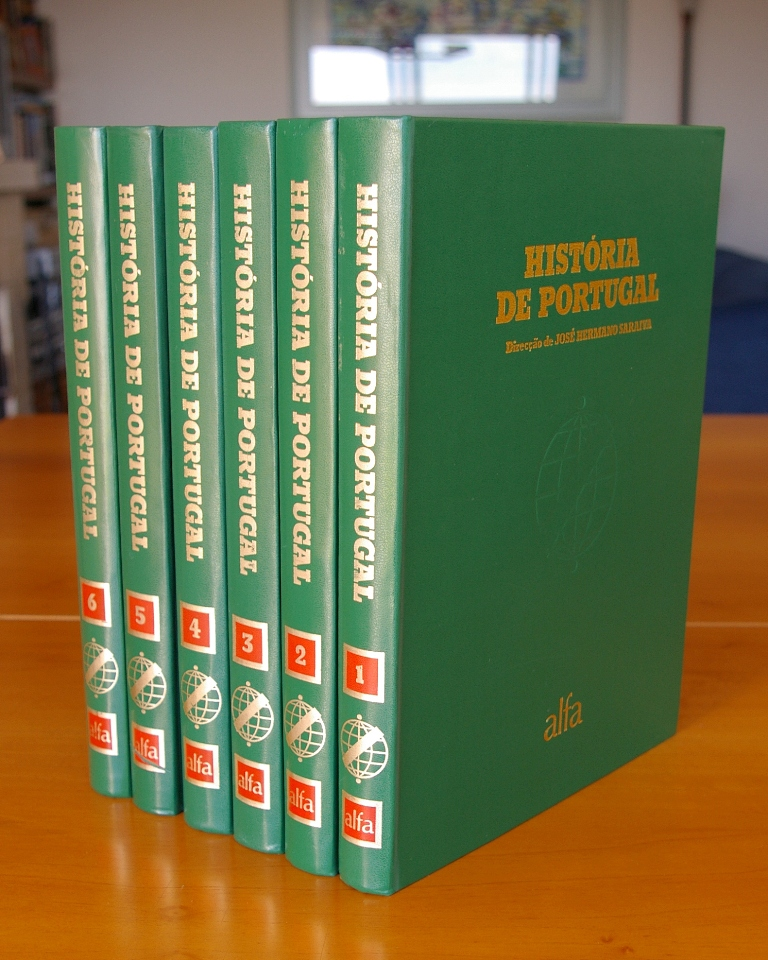
Sein sechsbändiges Standardwerk História de Portugal

José Hermano Saraiva (* 3. Oktober 1919 in Leiria; † 20. Juli 2012 in Setúbal) war ein portugiesischer Historiker, Jurist, Politiker und Diplomat. Er wurde in Portugal besonders mit Fernsehsendungen über die Geschichte des Landes bekannt.

## Leben
Saraiva wurde 1919 in Leiria geboren, als Sohn des Geschichtsprofessors José Saraiva (1881–1946) und als jüngerer Bruder des späteren Professors für Literaturgeschichte und Aktivisten der Kommunistischen Partei Portugals, António José Saraiva (1917–1993). Er absolvierte ein Jurastudium (Abschluss 1941) und ein Studium der Geschichtsphilosophie (Abschluss 1942) an der Universität Lissabon. Im Anschluss arbeitete er als Rechtsanwalt und lehrte an weiterführenden Schulen und an Hochschulen, so am Instituto Superior de Ciências Sociais e Política Ultramarina und der Faculdade de Letras der Universität Lissabon.
Von 1968 bis 1970 war er Bildungsminister in der Regierung Marcelo Caetanos, des Estado-Novo-Regimes, und wurde in der Funktion mit den Studentenunruhen (crise académica) vor allem an der Universität Coimbra 1969 konfrontiert. 1972 wurde er Botschafter Portugals in Brasilien, bis zur Nelkenrevolution 1974, nach der er kein offizielles Amt mehr bekleidete. Er wurde nun bekannt mit Fernsehsendungen über die Geschichte Portugals.

## Rezeption
Einerseits entwickelte er bedeutende Arbeiten zur Geschichte Portugals, darunter sein sechsbändiges Standardwerk História de Portugal (Publicações Alfa, Lissabon 1981). Andererseits waren seine Arbeiten nicht immer unumstritten unter Historikern, etwa in Bezug auf die von Salazar errichtete Diktatur, der Saraiva in verschiedenen Positionen gedient hatte.
Vor allem mit seinen Fernsehsendungen und seiner präzisen, dabei anschaulichen Art, Geschichte zu vermitteln, ist Saraiva eine bekannte Persönlichkeit in Portugal geworden. Bei der 2007 vom öffentlich-rechtlichen Fernsehsender RTP veranstalteten Wahl des „Größten Portugiesen aller Zeiten“ (Os Grandes Portugueses) belegte er den 26. Platz.